# O espirito da paz
 (novembre 2023).
Si vous disposez d'ouvrages ou d'articles de référence ou si vous connaissez des sites web de qualité traitant du thème abordé ici, merci de compléter l'article en donnant les références utiles à sa vérifiabilité et en les liant à la section « Notes et références ».
Albums de Madredeus
Lisboa
(1990) Ainda
(1995)
O espirito da paz est un album du groupe portugais Madredeus sorti en 1994.

## Titres de l'album
1. Concertino: Minuete
2. Concertino: Allegro
3. Concertino: Destino
4. Concertino: Silencio
5. Os senhores da guerra
6. Pregão
7. O mar
8. Os moinhos
9. Tres ilusoes: sentimento
10. Tres ilusoes: culpa
11. Tres ilusoes: amargua
12. As cores do sol
13. Ao longe o mar
14. Vem (além de toda a solidão)
15. Ajuda
16. O pastor

## Musiciens
- Teresa Salgueiro : chant
- Pedro Ayres Magalhães : guitare
- José Peixoto : guitare
- Rodrigo Leão : claviers
- Gabriel Gomes : accordéon
- Fancisco Ribeiro : violoncelle